# Sandwich Harbour

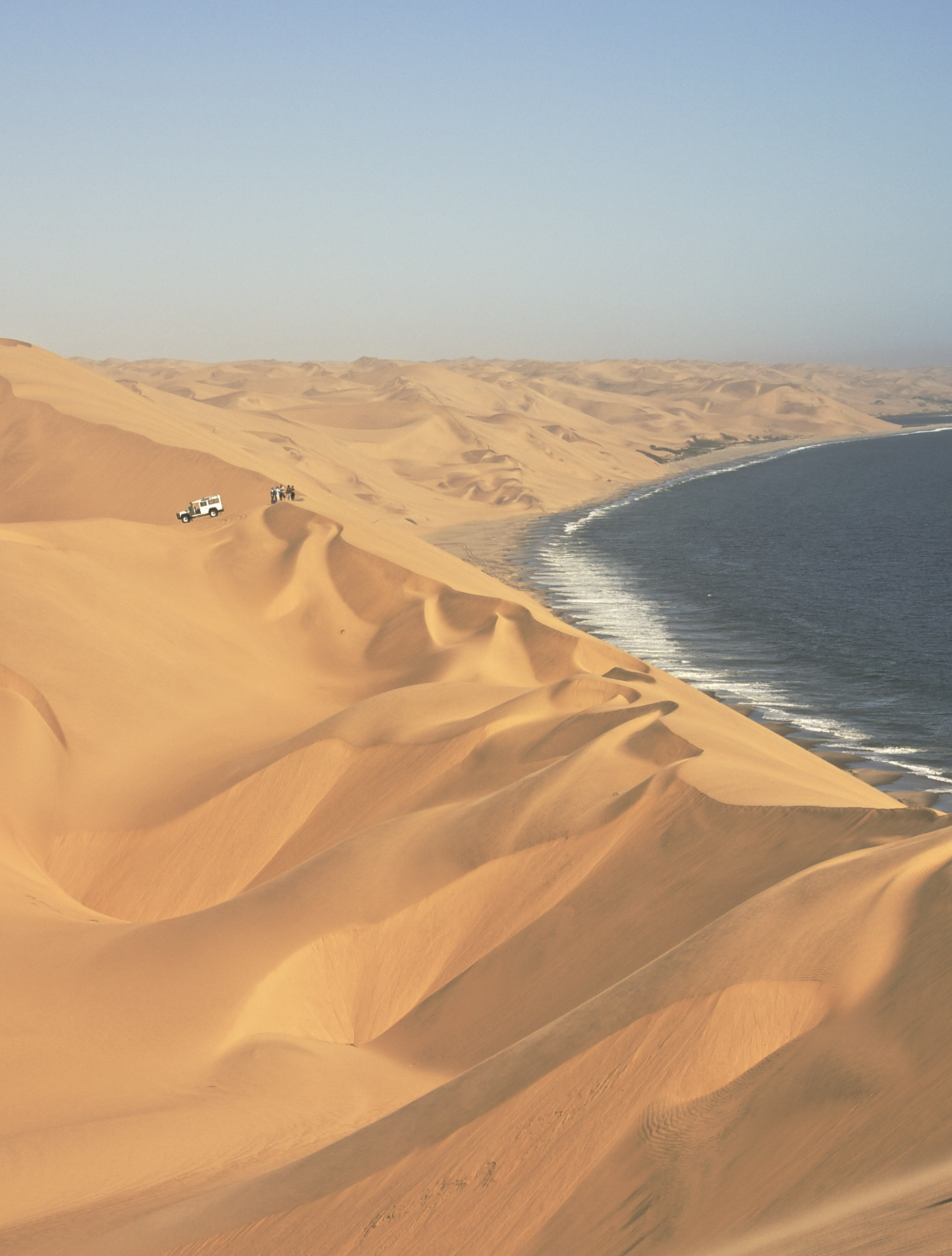
Sandwich Harbour

Sandwich Harbour es un puerto en la costa Atlántica de Namibia, ubicado al sur de la Bahía Walvis, que incluye una bahía al norte y una laguna en el lado sur, se encuentra dentro del parque nacional Namib-Naukluft. 
Antiguamente un puerto comercial de moderado tamaño asentado alrededor de la caza de ballenas y pesca a pequeña escala, declinó cuando el puerto se obstruyó aluvionalmente y es más conocido ahora por su vida de aves desde la laguna hasta el lado sur de la Bahía.
Se ubica a 80 km al sur de la Bahía Walvis, el área está localizada en la región de Erongo, la bahía comienza hacia el norte y es de 4,2 kilómetros de largo y 4 kilómetros de ancho, Ahí esta una pequeña laguna hacia el sur de la bahía.
- Datos: Q491499
- Multimedia: Sandwich Harbour / Q491499